# Saison 4 de The Voice : La Plus Belle Voix
La quatrième saison de The Voice : La Plus Belle Voix, émission française de télé-crochet musical, a été diffusée du 10 janvier 2015 au 25 avril 2015 sur TF1. Elle a été animée par Nikos Aliagas et Karine Ferri.
L'émission a été remportée par Lilian Renaud, coaché par Zazie.

## Nouveautés
Les règles de base ne changent pas, seuls quelques aménagements et ajouts sont faits par rapport à la saison précédente :
Tout d'abord les fauteuils des coachs, moins de présentation de candidats pour beaucoup plus de chant, puis à l'épreuve ultime les coachs pourront voler un candidat à leurs coachs concurrents comme dans les battles.
On note également l'arrivée de Zazie comme nouveau coach qui remplace Garou.
Après avoir été réduite à quatorze lors de la troisième saison, les coachs doivent à nouveau constituer une équipe de seize candidats chacun, comme lors de la saison 2.
Cette année les battles seront diffusées pendant trois semaines contre deux lors la saison 1 et quatre durant les saisons 2 et 3. De même pour les primes qui seront diffusés pendant quatre semaines contre six lors des saisons précédentes.

## Coachs et candidats
Le casting est annoncé pendant la finale de la troisième saison, en mai 2014, ainsi que sur le site de TF1.
Les chanteurs Jenifer, Mika, Florent Pagny et Zazie sont les quatre coachs de l'émission. La chanteuse Zazie fait son entrée dans l'émission, remplaçant Garou. Ils sont secondés par des coachs vocaux qui accompagnent les talents pendant la durée de la compétition : Angie Berthias-Cazaux pour l'équipe de Florent Pagny, Nathalie Dupuy pour l'équipe de Jenifer, Marlène Schaff pour l'équipe de Mika et Damien Silvert pour l'équipe de Zazie.
Les coachs sont secondés par d'autres artistes. À la différence des dernières saisons, ceux-ci font des passages éclairs. Garou seconde Jenifer, Mika est assisté de Fanny Ardant et Julien Doré et Zazie est soutenue de Louis Bertignac.
Tout comme pour les saisons précédentes, les équipes du programme télévisé recherchent des chanteurs déjà expérimentés. Neeskens est un compositeur et producteur et a auto-produit son premier album. Le duo Fergessen a sorti un album Far Est grâce à la plateforme kisskissbankbank. Guilhem Valayé est choriste sur l'album Le Treizième Étage de Louis-Jean Cormier, lui-même coach de La Voix. Samira Brahmia interprète le titre Fabuleux Destin sur l'album collectif Sortie d'usine de Cheikh Sidi Bémol et assume chant et guitare lors des spectacles Barbès Café dès 2012. Hiba Tawaji est une chanteuse libanaise professionnelle. Sharon Laloum fait partie de l'ensemble The Voca People. Jérémy Charvet incarne le rôle-titre du Soldat rose en 2008. Camille Lellouche est une actrice à l'affiche du film Grand Central dans l'un des rôles principaux et monte grâce à ce film les marches du Festival de Cannes. Rany Boechat a joué dans plusieurs spectacles de type lyrique de Rossini, Puccini ou Haendel. Sarah Van Elst, alias Robinne Berry, participe à Miss Belgique 2014. Elle avait été élue Miss Anvers le 28 septembre 2013 et devient la compagne de Patrick Ridremont,. Amélie Piovoso incarne Octavie dans la comédie musicale Cléopâtre, apparaît sur l'album de celle-ci, collabore comme choriste au titre et single de Zaz On ira ainsi qu'à l'album de Brice Conrad et au disque Décalages horaires de Loko et Karna,. Maliya Jackson chante un duo avec Moussier Tombola sur Le Retour du dernier de la classe. David Thibault, déjà renommé au Québec, s'est déjà fait remarquer sur la chaîne américaine NBC dans Today Show et The Ellen DeGeneres Show,,. Il enregistre le titre d'Elvis Presley qui l'a rendu populaire sur YouTube Blue Christmas et se produit sur scène. Léah Bicep apparaît dans le spectacle et sur l'album Freedom Opera Gospel : un spectacle de Muriel Hermine.
Enfin, certains interprètes ont déjà passé la porte de castings de télé-crochets. Madeleine Leaper était l'une des candidates en 2011 dans Le Grand Show des enfants également sur TF1. Dalia Chih participe en 2012 à Arabs' Got Talent. Victoria Adamo était candidate de la première saison de The Voice Kids. Sur le plateau de Star Académie, Carole-Anne Gagnon-Lafond reste en lice durant trois semaines et est interprète sur deux albums de cette émission. Anne Sila et Battista Acquaviva ont chacune quelques expériences professionnelles dans le milieu musical. Giuliana Danze est candidate de The Voice of Italy en 2013 et de Ti lascio una canzone (en) en 2009, elle enregistre d'ailleurs deux chansons sur la compilation de cette dernière,. Popstars sur D8 avait vu la participation de Fanny Mendes.
Certains ont aussi fait partie d'un groupe pour enfant comme Madeleine qui a fait partie du groupe Pop's Cool en 2012 et Devi qui a fait partie des Be Wiz'U en 2009.

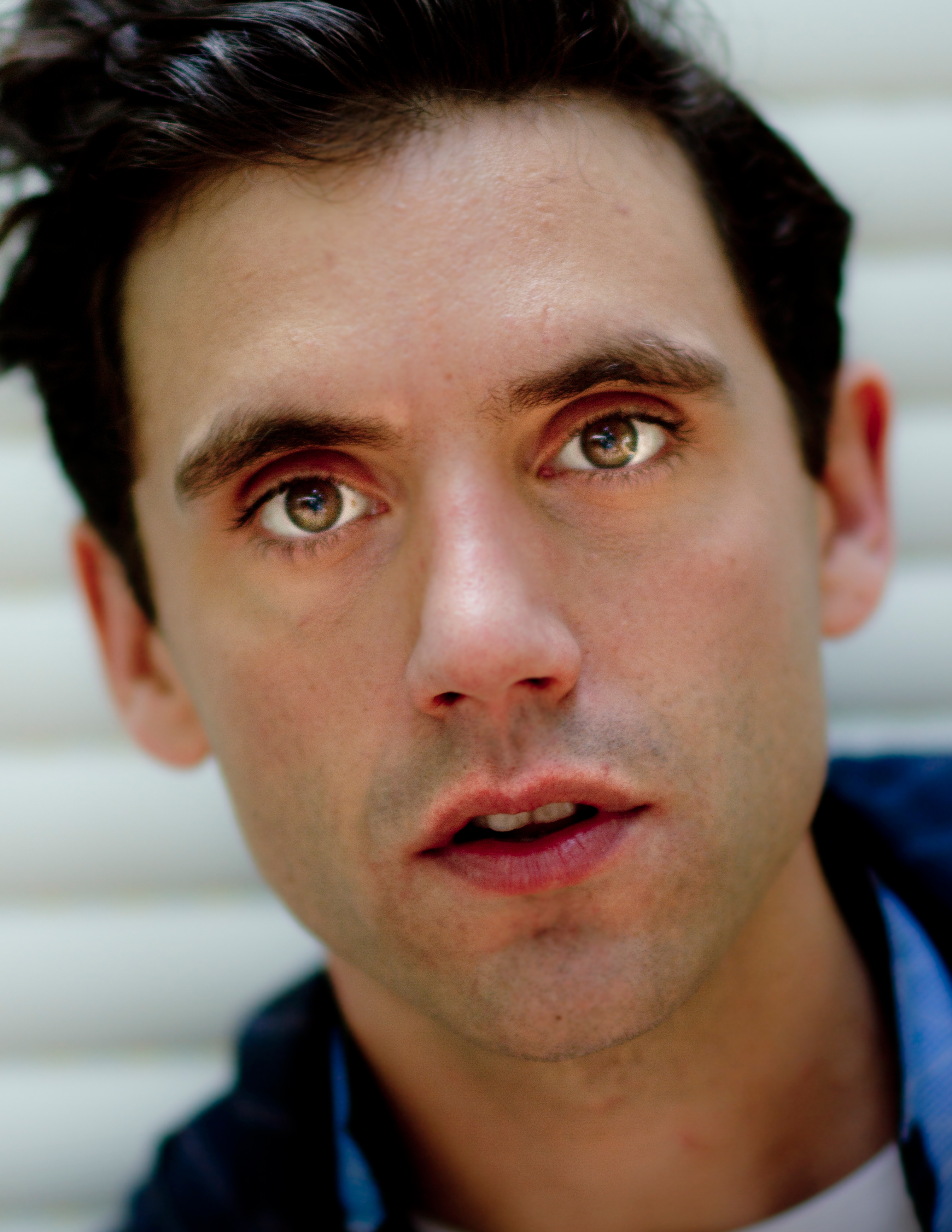
Mika
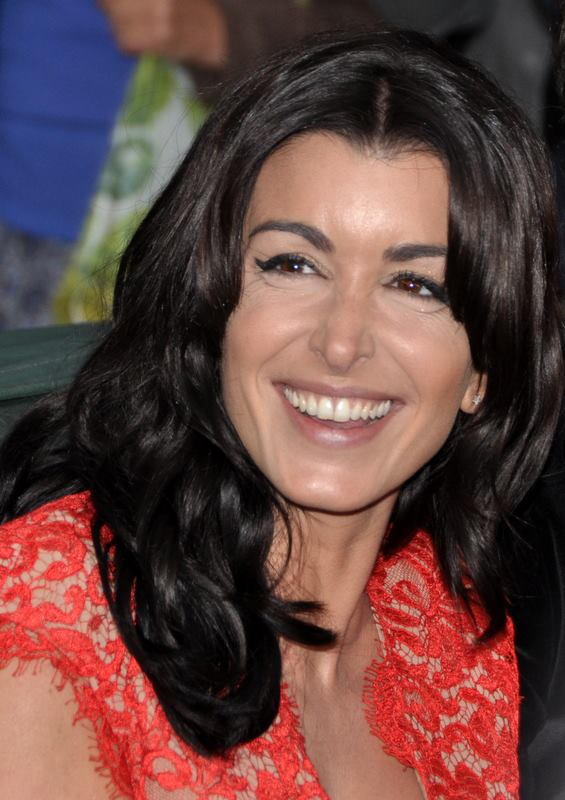
Jenifer
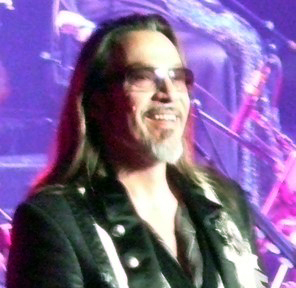
Florent Pagny
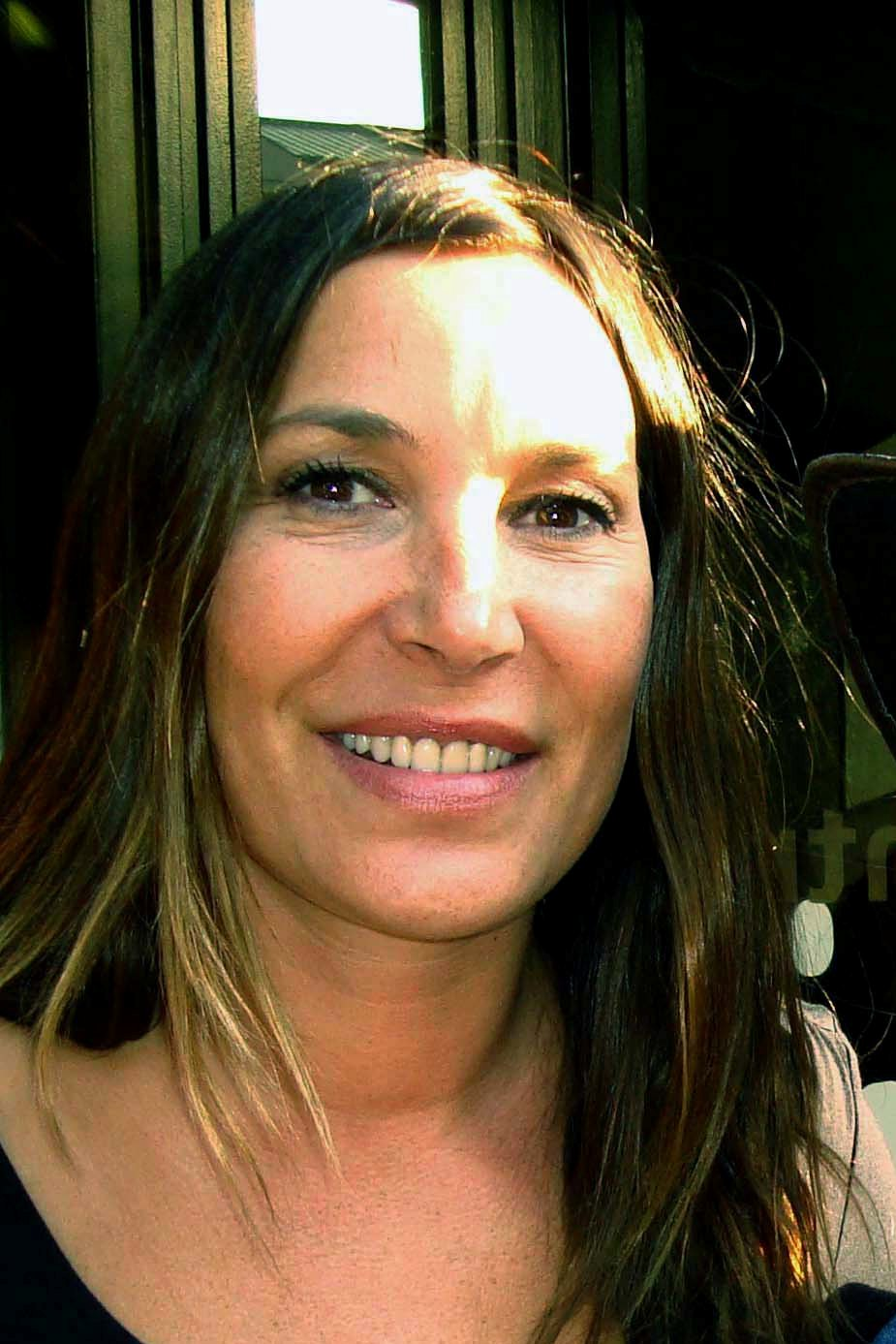
Zazie

- Vainqueur
- Deuxième
- Troisième
- Quatrième
- Volé(e) aux Épreuves Ultimes
- Volé(e) aux Battles

| Étapes                        | #  | Florent Pagny     | Jenifer            | Mika              | Zazie            |
| ----------------------------- | -- | ----------------- | ------------------ | ----------------- | ---------------- |
|                               |    |                   |                    |                   |                  |
| Finalistes                    | 1  | Anne Sila         | Côme               | David Thibault    | Lilian Renaud    |
|                               |    |                   |                    |                   |                  |
| Éliminés aux Lives            | 2  | Camille Lellouche | Battista Acquaviva | Hiba Tawaji       | Guilhem Valayé   |
| Éliminés aux Lives            | 3  | Awa Sy            | Alvy Zamé          | Yann'sine Jebli   | Yoann Launey     |
| Éliminés aux Lives            | 4  | Elvya Gary        | Manon Palmer       | Sharon Laloum     | Mathilde         |
|                               |    |                   |                    |                   |                  |
| Éliminés aux Épreuves Ultimes | 5  | David Thibault    | Mathilde           | Camille Lellouche | Alvy Zamé        |
| Éliminés aux Épreuves Ultimes | 6  | Trudy Simoneau    | Johanna Serrano    | Thomas Kahn       | Aubin Talbi      |
| Éliminés aux Épreuves Ultimes | 7  | Dalia Chih        | Diêm               | Madeleine Leaper  | Nög              |
| Éliminés aux Épreuves Ultimes | 8  | Azania Noah       | Max Blues Bird     | Jacques Rivet     | Léa Tchéna       |
| Éliminés aux Épreuves Ultimes | 9  | Guillaume Etheve  | Sweet Jane         | Marianna Tootsie  | Nehuda           |
| Éliminés aux Épreuves Ultimes | 10 | Maliya Jackson    | Amélie Piovoso     | Law'              | Neeskens         |
|                               |    |                   |                    |                   |                  |
| Éliminés aux Battles          | 11 | Marianna Tootsie  | Eugénie O'mey      | Nög               | Mathilde         |
| Éliminés aux Battles          | 12 | Pompom Pidou      | Julie Gonzalez     | Dalia Chih        | Tom              |
| Éliminés aux Battles          | 13 | Gaëlle Birgin     | Rany Boechat       | Lorenza           | Samira Brahmia   |
| Éliminés aux Battles          | 14 | Giuliana Danze    | Théo Road          | Ingido            | Estelle Mazzillo |
| Éliminés aux Battles          | 15 | Ketlyn            | Robinne Berry      | Jérémy Charvet    | Suny             |
| Éliminés aux Battles          | 16 | Olympe Assohoto   | Devi               | Andrew            | M'aile           |
| Éliminés aux Battles          | 17 | Carole-Anne       | Victoria Adamo     | Greg Harrison     | Fergessen        |
| Éliminés aux Battles          | 18 | Léah Bicep        | Fabien Cornelius   | Quentin Bruno     | Julien           |
| Éliminés aux Battles          | 19 | Fanny Mendes      |                    |                   | Nina             |

### Étapes de la saison 4
- Voici toutes les étapes de la saison 4 :

## Étape 1: les auditions à l'aveugle
Le principe est, pour les quatre coachs, de choisir les meilleurs candidats présélectionnés par la production. Un casting sauvage a préalablement été organisé à la recherche de candidats venus de la comédie musicale plutôt que de la télévision. Lors des prestations de chaque candidat, chaque juré et futur coach est assis dans un fauteuil, dos à la scène et face au public, et écoute la voix du candidat sans le voir (d'où le terme « auditions à l'aveugle ») : lorsqu'il estime qu'il est en présence d'un candidat, le juré appuie sur un buzzer devant lui, qui fait alors se retourner son fauteuil face au candidat. Cela signifie que le juré, qui découvre enfin physiquement le candidat, est prêt à coacher le candidat et le veut dans son équipe. Si le juré est seul à s'être retourné, alors le candidat va par défaut dans son équipe. Par contre, si plusieurs jurés se retournent, c'est au candidat de choisir quel coach il veut rejoindre.
| Légende | ✔️Le coach a buzzé (« Je vous veux ») | Le candidat est dans l'équipe du coach qui l'a buzzé (s'il est le seul à avoir buzzé) | Le candidat rejoint l’équipe du coach (dans le cas où ils sont plusieurs à avoir buzzé) | Le candidat est éliminé |

### Épisode 1: les auditions à l'aveugle (1)
Le premier épisode a été diffusé le 10 janvier 2015 à 20 h 55.
Pour lancer la saison, les quatre coachs ont chanté Rue de la Paix, de Zazie. Au début de l'émission, Nikos Aliagas et les jurés rendent hommage aux victimes de l'attentat terroriste contre le journal hebdomadaire satirique français Charlie Hebdo, Nikos mentionnant que l'enregistrement de l'émission a été effectué avant les attentats.
Kendji Girac est l'invité de ce premier épisode.
| Ordre | Candidat           | Chanson                                   | Choix des coachs et des candidats | Choix des coachs et des candidats | Choix des coachs et des candidats | Choix des coachs et des candidats |
| Ordre | Candidat           | Chanson                                   | Florent Pagny                     | Jenifer                           | Mika                              | Zazie                             |
| ----- | ------------------ | ----------------------------------------- | --------------------------------- | --------------------------------- | --------------------------------- | --------------------------------- |
| 1     | Law' (Laurie)      | Something's Got a Hold on Me - Etta James | ✔️                                | ✔️                                | ✔️                                | ✔️                                |
| 2     | Carole-Anne        | Chandelier - Sia                          | ✔️                                | —                                 | ✔️                                | —                                 |
| 3     | Lilian Renaud      | Octobre - Francis Cabrel                  | ✔️                                | ✔️                                | ✔️                                | ✔️                                |
| 4     | Annabelle          | Rather Be - Clean Bandit et Jess Glynne   | —                                 | —                                 | —                                 | —                                 |
| 5     | Jacques Rivet      | J'envoie valser - Zazie                   | —                                 | ✔️                                | ✔️                                | —                                 |
| 6     | Jessie K           | Crazy in Love - Beyonce                   | —                                 | —                                 | —                                 | —                                 |
| 7     | Battista Acquaviva | Psaume de David - Chant traditionnel      | ✔️                                | ✔️                                | ✔️                                | ✔️                                |
| 8     | Suny               | Whole Lotta Love - Led Zeppelin           | —                                 | —                                 | ✔️                                | ✔️                                |
| 9     | Terry              | Résiste - France Gall                     | —                                 | —                                 | —                                 | —                                 |
| 10    | Awa Sy             | Mamma Knows Best - Jessie J               | ✔️                                | ✔️                                | ✔️                                | ✔️                                |
| 11    | Yoann Launay       | Ces gens-là - Jacques Brel                | ✔️                                | ✔️                                | ✔️                                | ✔️                                |
| 12    | Côme               | Feeling Good - Nina Simone                | —                                 | ✔️                                | —                                 | —                                 |
| 13    | Gaëlle Birgin      | Titanium - David Guetta et Sia            | ✔️                                | —                                 | ✔️                                | —                                 |

### Épisode 2: les auditions à l'aveugle (2)
Le deuxième épisode a été diffusé le 17 janvier 2015 à 20 h 55.
Garou est l'invité de ce second épisode.
| Ordre | Candidat        | Chanson                                  | Choix des coachs et des candidats | Choix des coachs et des candidats | Choix des coachs et des candidats | Choix des coachs et des candidats |
| Ordre | Candidat        | Chanson                                  | Florent Pagny                     | Jenifer                           | Mika                              | Zazie                             |
| ----- | --------------- | ---------------------------------------- | --------------------------------- | --------------------------------- | --------------------------------- | --------------------------------- |
| 1     | Maliya Jackson  | We Found Love - Rihanna et Calvin Harris | ✔️                                | ✔️                                | —                                 | —                                 |
| 2     | Cédric          | Historia de un amor - Luz Casal          | —                                 | —                                 | —                                 | —                                 |
| 3     | Manon Palmer    | Team - Lorde                             | ✔️                                | ✔️                                | ✔️                                | ✔️                                |
| 4     | Clyv            | Amsterdam - Jacques Brel                 | —                                 | —                                 | —                                 | —                                 |
| 5     | Sweet Jane      | Piece of My Heart - Janis Joplin         | ✔️                                | ✔️                                | ✔️                                | ✔️                                |
| 6     | Julien          | Hey Ya! - OutKast                        | —                                 | —                                 | —                                 | ✔️                                |
| 7     | Yann'sine Jebli | Dernière Danse - Indila                  | ✔️                                | ✔️                                | ✔️                                | ✔️                                |
| 8     | Marina          | Ave Maria - Caccini                      | —                                 | —                                 | —                                 | —                                 |
| 9     | Léa Tchéna      | Wasting My Young Years - London Grammar  | ✔️                                | ✔️                                | ✔️                                | ✔️                                |
| 10    | Olympe Assohoto | Ball 'n' Chain - Big Mama Thornton       | ✔️                                | ✔️                                | —                                 | ✔️                                |
| 11    | Thomas Kahn     | Redemption Song - Bob Marley             | ✔️                                | ✔️                                | ✔️                                | —                                 |
| 12    | June            | Ça plane pour moi - Plastic Bertrand     | —                                 | —                                 | —                                 | —                                 |
| 13    | Aubin Talbi     | Another Love - Tom Odell                 | —                                 | —                                 | ✔️                                | ✔️                                |

### Épisode 3: les auditions à l'aveugle (3)
Le troisième épisode a été diffusé le 24 janvier 2015 à 20 h 55.
Louane Emera (Saison 2 de The Voice) est l'invitée de ce troisième épisode.
| Ordre | Candidat         | Chanson                                                 | Choix des coachs et des candidats | Choix des coachs et des candidats | Choix des coachs et des candidats | Choix des coachs et des candidats |
| Ordre | Candidat         | Chanson                                                 | Florent Pagny                     | Jenifer                           | Mika                              | Zazie                             |
| ----- | ---------------- | ------------------------------------------------------- | --------------------------------- | --------------------------------- | --------------------------------- | --------------------------------- |
| 1     | Diêm             | Can't Hold Us - Macklemore et Ryan Lewis                | —                                 | ✔️                                | —                                 | ✔️                                |
| 2     | Guillaume Etheve | Stay with Me - Sam Smith                                | ✔️                                | ✔️                                | —                                 | ✔️                                |
| 3     | Stefan Gillis    | Alexandrie Alexandra - Claude François                  | —                                 | —                                 | —                                 | —                                 |
| 4     | Hiba Tawaji      | Les Moulins de mon cœur - Michel Legrand                | ✔️                                | ✔️                                | ✔️                                | ✔️                                |
| 5     | Laurena          | Bachelorette - Björk                                    | —                                 | —                                 | —                                 | —                                 |
| 6     | David Thibault   | Blue Suede Shoes - Elvis Presley                        | ✔️                                | —                                 | —                                 | —                                 |
| 7     | Cleofa           | J'irai où tu iras - Céline Dion et Jean-Jacques Goldman | —                                 | —                                 | —                                 | —                                 |
| 8     | Johanna Serrano  | The Sound of Silence - Simon & Garfunkel                | ✔️                                | ✔️                                | —                                 | ✔️                                |
| 9     | Nehuda           | Alter Ego - Jean-Louis Aubert                           | —                                 | —                                 | —                                 | ✔️                                |
| 10    | Neeskens         | Wicked Game - Chris Isaak                               | ✔️                                | ✔️                                | ✔️                                | ✔️                                |
| 11    | Andrew           | Titanium - David Guetta et Sia                          | ✔️                                | ✔️                                | ✔️                                | —                                 |
| 12    | Valentine        | Infirmière et Nuits Fauves - Fauve                      | —                                 | —                                 | —                                 | —                                 |
| 13    | Fergessen        | Eleanor Rigby - The Beatles                             | —                                 | —                                 | —                                 | ✔️                                |

### Épisode 4: les auditions à l'aveugle (4)
Le quatrième épisode a été diffusé le 31 janvier 2015 à 20 h 55.
Les Fréro Delavega (Saison 3 de The Voice) sont les invités de ce quatrième épisode.
| Ordre | Candidat         | Chanson                                                        | Choix des coachs et des candidats | Choix des coachs et des candidats | Choix des coachs et des candidats | Choix des coachs et des candidats |
| Ordre | Candidat         | Chanson                                                        | Florent Pagny                     | Jenifer                           | Mika                              | Zazie                             |
| ----- | ---------------- | -------------------------------------------------------------- | --------------------------------- | --------------------------------- | --------------------------------- | --------------------------------- |
| 1     | Trudy Simoneau   | Price Tag - Jessie J                                           | ✔️                                | ✔️                                | —                                 | —                                 |
| 2     | Mathilde         | Dis, quand reviendras-tu ? - Barbara                           | ✔️                                | ✔️                                | ✔️                                | ✔️                                |
| 3     | Paul             | Une simple mélodie - Michel Polnareff                          | —                                 | —                                 | —                                 | —                                 |
| 4     | Al Preston       | Love Never Felt So Good - Michael Jackson et Justin Timberlake | —                                 | —                                 | —                                 | —                                 |
| 5     | Madeleine Leaper | Habits - Tove Lo                                               | ✔️                                | ✔️                                | ✔️                                | ✔️                                |
| 6     | Rany Boechat     | Summertime - George Gershwin                                   | ✔️                                | ✔️                                | —                                 | —                                 |
| 7     | Eugenie O'Mey    | Rumor Has It - Adele                                           | ✔️                                | ✔️                                | —                                 | —                                 |
| 8     | Estelle Mazzillo | Chandelier - Sia                                               | —                                 | —                                 | ✔️                                | ✔️                                |
| 9     | Sharon Laloum    | Comme un boomerang - Serge Gainsbourg                          | ✔️                                | ✔️                                | ✔️                                | —                                 |
| 10    | Quentin Bruno    | Wonderwall - Oasis                                             | —                                 | —                                 | ✔️                                | —                                 |
| 11    | Nikol            | La Fille du Père Noël - Jacques Dutronc                        | —                                 | —                                 | —                                 | —                                 |
| 12    | Elvya Gary       | Je suis malade - Serge Lama                                    | ✔️                                | —                                 | —                                 | —                                 |
| 13    | Max Blues Bird   | Love Me Anymore - Max Blues Bird                               | —                                 | ✔️                                | —                                 | —                                 |

### Épisode 5: les auditions à l'aveugle (5)
Le cinquième épisode a été diffusé le 7 février 2015 à 20 h 55.
Louis Delort l'invité lors de ce cinquième épisode.
| Ordre | Candidat             | Chanson                                | Choix des coachs et des candidats | Choix des coachs et des candidats | Choix des coachs et des candidats | Choix des coachs et des candidats |
| Ordre | Candidat             | Chanson                                | Florent Pagny                     | Jenifer                           | Mika                              | Zazie                             |
| ----- | -------------------- | -------------------------------------- | --------------------------------- | --------------------------------- | --------------------------------- | --------------------------------- |
| 1     | Julie Gonzalez       | On the Radio - Donna Summer            | —                                 | ✔️                                | —                                 | ✔️                                |
| 2     | Alvy Zamé            | One Day / Reckoning Song - Asaf Avidan | ✔️                                | ✔️                                | ✔️                                | ✔️                                |
| 3     | Jérémy Charvet       | La Lettre - Renan Luce                 | —                                 | —                                 | ✔️                                | —                                 |
| 4     | Lou Lou White        | ...Baby One More Time - Britney Spears | —                                 | —                                 | —                                 | —                                 |
| 5     | Victoria Adamo       | Wrecking Ball - Miley Cyrus            | ✔️                                | ✔️                                | —                                 | —                                 |
| 6     | Benjamin             | Paris-Seychelles - Julien Doré         | —                                 | —                                 | —                                 | —                                 |
| 7     | Léah Bicep           | Listen - Beyoncé                       | ✔️                                | ✔️                                | —                                 | —                                 |
| 8     | William              | Wish You Were Here - Pink Floyd        | —                                 | —                                 | —                                 | —                                 |
| 9     | Guilhem Valayé       | La nuit je mens - Alain Bashung        | ✔️                                | ✔️                                | ✔️                                | ✔️                                |
| 10    | Dalia Chih           | Russian Roulette - Rihanna             | —                                 | —                                 | ✔️                                | —                                 |
| 11    | Nög                  | Somewhere Only We Know - Keane         | —                                 | ✔️                                | ✔️                                | —                                 |
| 12    | Clémence Saint-Preux | Les Passantes - Georges Brassens       | —                                 | —                                 | —                                 | —                                 |
| 13    | Ketlyn               | The Winner Takes It All - ABBA         | ✔️                                | —                                 | —                                 | —                                 |

### Épisode 6: les auditions à l'aveugle (6)
Le sixième épisode a été diffusé le 14 février 2015 à 20 h 55.
Sœur Cristina est l'invitée lors de ce sixième épisode.
| Ordre | Candidat        | Chanson                                       | Choix des coachs et des candidats | Choix des coachs et des candidats | Choix des coachs et des candidats | Choix des coachs et des candidats |
| Ordre | Candidat        | Chanson                                       | Florent Pagny                     | Jenifer                           | Mika                              | Zazie                             |
| ----- | --------------- | --------------------------------------------- | --------------------------------- | --------------------------------- | --------------------------------- | --------------------------------- |
| 1     | Théo Road       | Cry Me a River - version de Michael Bublé     | —                                 | ✔️                                | ✔️                                | —                                 |
| 2     | Indigo          | Stay - Rihanna et Mikky Ekko                  | ✔️                                | —                                 | ✔️                                | ✔️                                |
| 3     | Pompom Pidou    | Au nom des frustrées - Lynda Lemay            | ✔️                                | —                                 | —                                 | —                                 |
| 4     | Samira Brahmia  | Haramtou Bik Nouassi                          | ✔️                                | ✔️                                | ✔️                                | ✔️                                |
| 5     | Mariana Tootsie | What a Wonderful World - Louis Armstrong      | ✔️                                | ✔️                                | —                                 | —                                 |
| 6     | Robinne Berry   | The Power of Love - Frankie Goes to Hollywood | ✔️                                | ✔️                                | —                                 | —                                 |
| 7     | Kevin Prone     | Lashia Chi'o Pianga - Georg Friedrich Haendel | —                                 | —                                 | —                                 | —                                 |
| 8     | Amélie Piovoso  | Addicted to You - Avicii                      | ✔️                                | ✔️                                | ✔️                                | —                                 |
| 9     | Azania Noah     | Rise Like a Phoenix - Conchita Wurst          | ✔️                                | ✔️                                | ✔️                                | ✔️                                |
| 10    | Tom             | Hey Joe - Jimi Hendrix                        | —                                 | —                                 | —                                 | ✔️                                |
| 11    | Lorenza         | Aline - Christophe                            | —                                 | ✔️                                | ✔️                                | —                                 |
| 12    | Mieko Miyazaki  | Surayama - Chant traditionnel japonais        | —                                 | —                                 | —                                 | —                                 |
| 13    | Giuliana Danze  | Don't Rain on My Parade - Barbra Streisand    | ✔️                                | —                                 | —                                 | —                                 |

### Épisode 7: les auditions à l'aveugle (7)
Le septième épisode a été diffusé le 21 février 2015 à 20 h 55.
Maximilien Philippe, finaliste de la saison 3, est l'invité de cette ultime soirée d'auditions.
| Ordre | Candidat          | Chanson                                                      | Choix des coachs et des candidats | Choix des coachs et des candidats | Choix des coachs et des candidats | Choix des coachs et des candidats |
| Ordre | Candidat          | Chanson                                                      | Florent Pagny                     | Jenifer                           | Mika                              | Zazie                             |
| ----- | ----------------- | ------------------------------------------------------------ | --------------------------------- | --------------------------------- | --------------------------------- | --------------------------------- |
| 1     | Greg Harrison     | The House of the Rising Sun - The Animals                    | —                                 | —                                 | ✔️                                | —                                 |
| 2     | Nina              | Moi... Lolita - Alizée                                       | —                                 | ✔️                                | —                                 | ✔️                                |
| 3     | Mariella Savvides | Sing It Back - Moloko                                        | —                                 | —                                 | —                                 | —                                 |
| 4     | Fabien Cornelius  | Who's Lovin' You - The Jackson Five                          | —                                 | ✔️                                | —                                 | —                                 |
| 5     | M'aile            | Chandelier - Sia                                             | ✔️                                | ✔️                                | —                                 | ✔️                                |
| 6     | Maax              | Everybody's Changing - Keane                                 | —                                 | —                                 | —                                 | Équipe complète                   |
| 7     | Camille Lellouche | Papaoutai - Stromae                                          | ✔️                                | ✔️                                | ✔️                                | Équipe complète                   |
| 8     | Cerise Calixte    | Libérée, délivrée - Anaïs Delva, B.O. de La Reine des neiges | —                                 | —                                 | —                                 | Équipe complète                   |
| 9     | Anne Sila         | Je t'aimais, je t'aime, je t'aimerai - Francis Cabrel        | ✔️                                | ✔️                                | —                                 | Équipe complète                   |
| 10    | Neya Stone        | Addicted to You - Avicii                                     | —                                 | —                                 | —                                 | Équipe complète                   |
| 11    | Devi              | Say My Name - Destiny's Child                                | —                                 | ✔️                                | —                                 | Équipe complète                   |
| 12    | Fanny Mendès      | Grenade - Bruno Mars                                         | ✔️                                | ✔️                                | —                                 | Équipe complète                   |

Zazie qui a pris 17 candidats, n'est plus autorisée à se retourner.

## Étape 2: lesbattles
Au sein de leurs équipes, les coachs ont créé des duos de candidats selon leurs registres vocaux pour interpréter une chanson. À chaque prestation de duo, l'un des deux est qualifié pour l'étape suivante (l'Épreuve ultime) par son coach, et l'autre est définitivement éliminé, à moins qu'un autre coach le veuille dans son équipe, grâce à une règle qui peut tout changer : le repêchage. Ainsi, lorsque le coach dont la battle vient d'avoir lieu rend son verdict, les autres coachs ont alors la possibilité de buzzer le candidat éliminé (signifiant « je vous veux »). Comme aux auditions à l'aveugle, si un seul coach buzze le candidat, ce dernier rejoint l'équipe de ce coach. S'ils sont plusieurs coachs à le buzzer, c'est alors le candidat qui choisit le coach qu'il souhaite rejoindre.
Cette année les coachs peuvent ainsi repêcher un seul candidat éliminé dans une autre équipe, ce qui porte à neuf le nombre de candidats par équipe à l'issue des battles, soit 36 candidats au total qualifiés pour l'Épreuve ultime.
Durant les battles, chaque coach est assisté d'autres chanteurs (co-coachs), pendant les répétitions :
- Jenifer est assistée de Garou ;
- Florent Pagny n'est assisté de personne cette année ;
- Mika est assisté de Julien Doré et Fanny Ardant ;
- Zazie est assistée de Louis Bertignac.

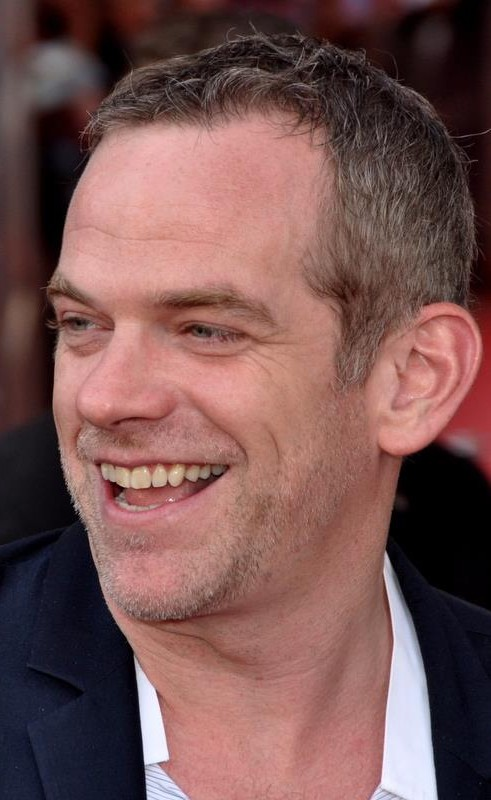
Garou, co-coach de Jenifer
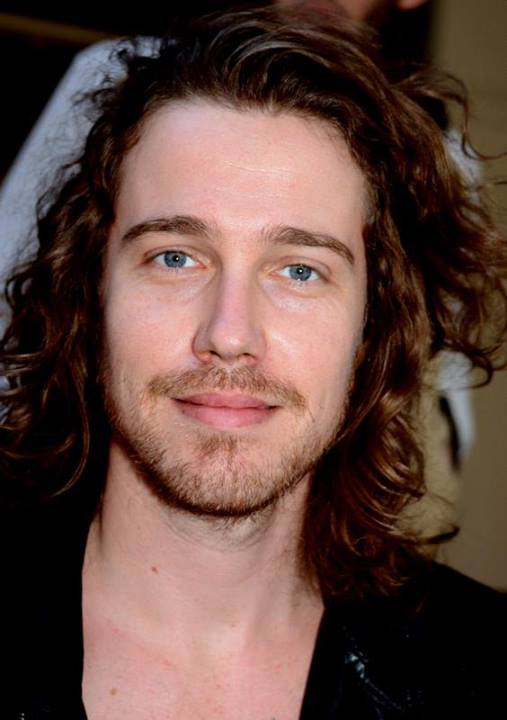
Julien Doré, co-coach de Mika
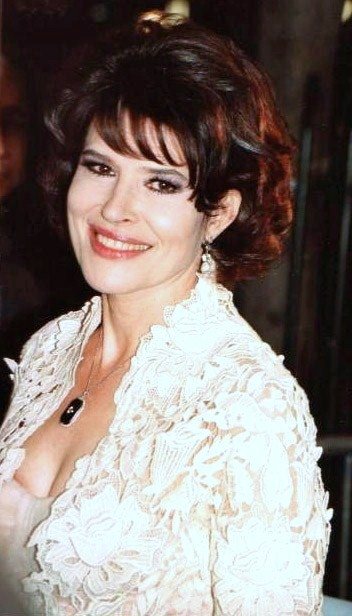
Fanny Ardant, co-coach de Mika
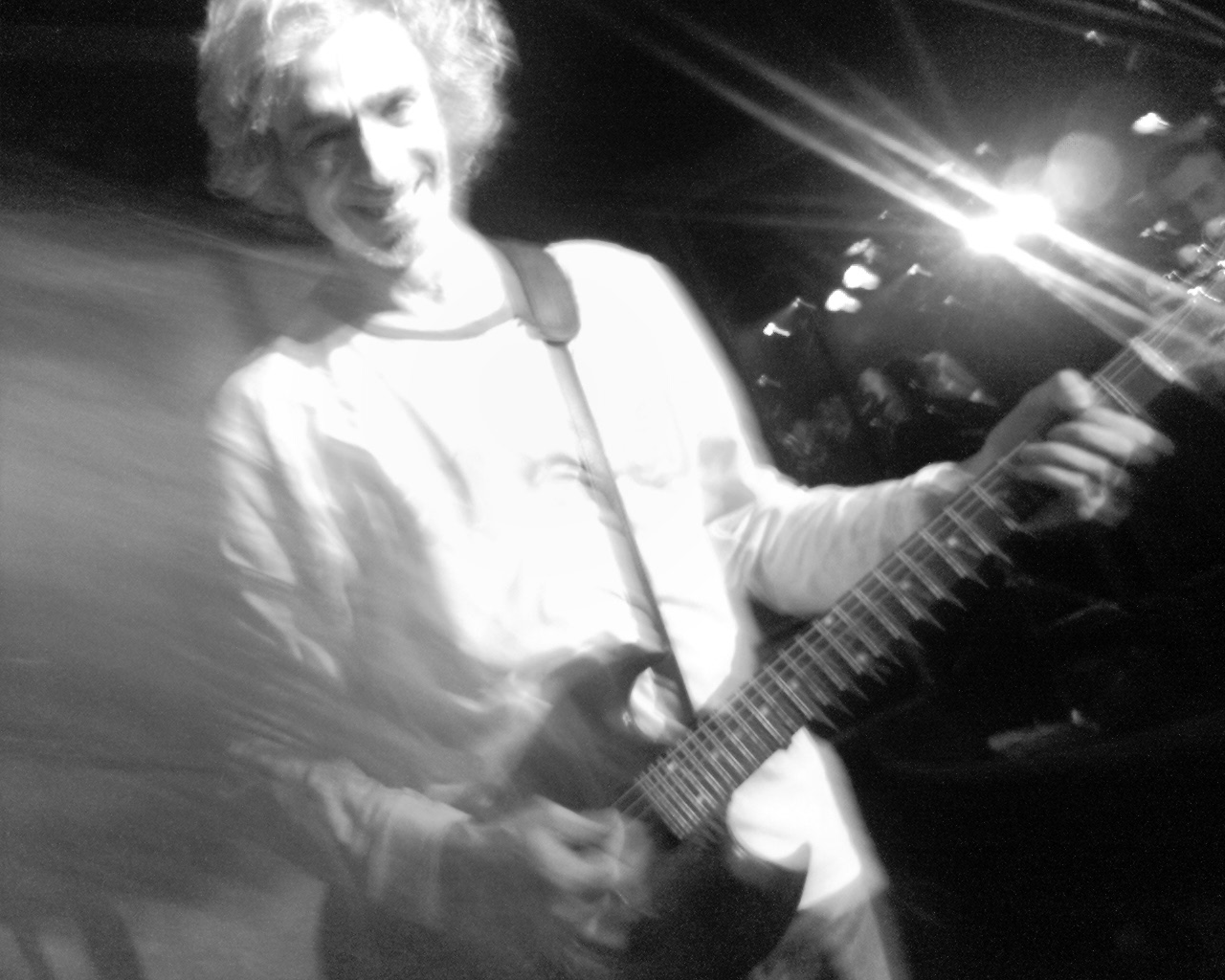
Louis Bertignac, co-coach de Zazie

Légende : En gras, le candidat repêché par un autre coach.

### Épisode 8: lesbattles(1)
Le huitième épisode a été diffusé le 28 février 2015 à 20 h 55. Les coachs ouvrent les battles en interprétant Come Together des Beatles
| Ordre | Équipe        | Gagnant(s)      | Chanson                                            | Perdant(s)       | Coach ayant repêché le candidat éliminé |
| ----- | ------------- | --------------- | -------------------------------------------------- | ---------------- | --------------------------------------- |
| 1     | Florent Pagny | Awa Sy          | Respect - Aretha Franklin                          | Fanny Mendès     | —                                       |
| 2     | Zazie         | Yoann Launay    | Comme ils disent - Charles Aznavour                | Mathilde         | Jenifer                                 |
| 3     | Mika          | Law'            | Chou Wasabi - Julien Doré feat. Micky Green        | Quentin Bruno    | —                                       |
| 4     | Jenifer       | Côme            | Message in a Bottle - Police                       | Fabien Cornelius | —                                       |
| 5     | Florent Pagny | Azania Noah     | Halo - Beyoncé                                     | Léah Bicep       | —                                       |
| 6     | Zazie         | Lilian Renaud   | Seras-tu là ? - Michel Berger                      | Nina             | —                                       |
| 7     | Mika          | Yann'sine Jebli | Feeling Good - Nina Simone                         | Dalia Chih       | Florent Pagny                           |
| 8     | Florent Pagny | Maliya Jackson  | Éblouie par la nuit - Zaz                          | Carole-Anne      | —                                       |
| 9     | Jenifer       | Diêm            | Bang Bang - Jessie J, Nicki Minaj et Ariana Grande | Victoria Adamo   | —                                       |
| 10    | Mika          | Thomas Kahn     | One - U2                                           | Greg Harrison    | —                                       |

### Épisode 9: lesbattles(2)
Le neuvième épisode a été diffusé le 7 mars 2015 à 20 h 55. Anthony Touma, demi-finaliste de la saison 2 est l'invité de ce prime.
| Ordre | Équipe        | Gagnant(s)      | Chanson                                                                              | Perdant(s)      | Coach ayant repêché le candidat éliminé |
| ----- | ------------- | --------------- | ------------------------------------------------------------------------------------ | --------------- | --------------------------------------- |
| 1     | Mika          | Sharon Laloum   | Stay with Me - Sam Smith                                                             | Andrew          | —                                       |
| 2     | Florent Pagny | David Thibault  | La Musique que j'aime - Johnny Hallyday                                              | Olympe Assohoto | —                                       |
| 2     | Florent Pagny | David Thibault  | La Musique que j'aime - Johnny Hallyday                                              | Ketlyn          | —                                       |
| 3     | Jenifer       | Manon Palmer    | Saint Claude - Christine and the Queens                                              | Devi            | —                                       |
| 4     | Zazie         | Alvy Zamé       | Rhythm Is Love - Keziah Jones                                                        | Julien          | —                                       |
| 5     | Mika          | Hiba Tawaji     | Mon amie la rose - Françoise Hardy                                                   | Nög             | Zazie                                   |
| 6     | Florent Pagny | Elvya Gary      | Il mio rifugio - Richard Cocciante                                                   | Giuliana Danze  | —                                       |
| 7     | Jenifer       | Max Blues Bird  | Unchain My Heart - Joe Cocker                                                        | Robinne Berry   | —                                       |
| 8     | Zazie         | Guilhem Valayé  | Help Myself (Nous ne faisons que passer) - Gaëtan Roussel                            | Fergessen       | —                                       |
| 9     | Jenifer       | Johanna Serrano | Time After Time - Cyndi Lauper                                                       | Théo Road       | —                                       |
| 10    | Florent Pagny | Trudy Simoneau  | Lady Marmalade - Patti LaBelle (version de Christina Aguilera, Pink, Lil'Kim et Mya) | Gaëlle Birgin   | —                                       |
| 11    | Zazie         | Léa Tchéna      | Nothing Compares 2 U - Sinéad O'Connor                                               | M'aile          | —                                       |

### Épisode 10: lesbattles(3)
Le dixième épisode a été diffusé le 14 mars 2015 à 20 h 55. Igit, demi-finaliste de la saison 3 est l'invité de ce prime.
| Ordre | Équipe        | Gagnant(s)         | Chanson                               | Perdant(s)      | Coach ayant repêché le candidat éliminé |
| ----- | ------------- | ------------------ | ------------------------------------- | --------------- | --------------------------------------- |
| 1     | Zazie         | Nehuda             | Un autre monde - Téléphone            | Suny            | —                                       |
| 1     | Zazie         | Nehuda             | Un autre monde - Téléphone            | Estelle Mazillo | —                                       |
| 2     | Jenifer       | Battista Acquaviva | Hijo de la Luna - Mecano              | Rany Boechat    | —                                       |
| 3     | Florent Pagny | Guillaume Etheve   | Calling You - Jevetta Steele          | Mariana Tootsie | Mika                                    |
| 4     | Mika          | Camille Lellouche  | C'était bien - Bourvil                | Jérémy Charvet  | —                                       |
| 5     | Jenifer       | Sweet Jane         | Call Me - Blondie                     | Julie Gonzalez  | —                                       |
| 6     | Zazie         | Aubin Talbi        | The Scientist - Coldplay              | Samira Brahmia  | —                                       |
| 7     | Mika          | Jacques Rivet      | Let's Dance - David Bowie             | Indigo          | —                                       |
| 8     | Florent Pagny | Anne Sila          | Prendre racine - Calogero             | Pompom Pidou    | —                                       |
| 9     | Mika          | Madeleine Leaper   | Sirens Call - Cats on Trees           | Lorenza         | —                                       |
| 10    | Jenifer       | Amélie Piovoso     | Besoin de personne - Véronique Sanson | Eugenie O'Mey   | —                                       |
| 11    | Zazie         | Neeskens           | Wonderwall - Oasis                    | Tom             | —                                       |

### Bilan desbattles
Candidats retenus après les battles et qui participeront à l'ultime épreuve avant les shows en direct (en italique, les candidats repêchés d'une autre équipe) :
| Florent Pagny     | Jenifer            | Mika                            | Zazie          |
| ----------------- | ------------------ | ------------------------------- | -------------- |
| Awa Sy            | Côme               | Law'                            | Yoann Launay   |
| Azania Noah       | Diêm               | Yann'Sine Jebli                 | Lilian Renaud  |
| Maliya Jackson    | Manon Palmer       | Thomas Kahn                     | Alvy Zamé      |
| David Thibault    | Max Blues Bird     | Sharon Laloum                   | Guilhem Valayé |
| Elvya Gary        | Johanna Serrano    | Hiba Tawaji                     | Léa Tchéna     |
| Trudy Simoneau    | Battista Acquaviva | Camille Lellouche               | Nehuda         |
| Guillaume Etheve  | Sweet Jane         | Jacques Rivet                   | Aubin Talbi    |
| Anne Sila         | Amélie Piovoso     | Madeleine Leaper                | Neeskens       |
| Dalia Chih (Mika) | Mathilde (Zazie)   | Mariana Toostie (Florent Pagny) | Nög (Mika)     |

## Étape 3:L'Épreuve ultime
L'Épreuve ultime, nouveauté de la saison 3 est de retour cette saison. Cette phase de la compétition dure deux émissions. Cette année le but est de réduire les équipes à quatre candidats contre six l'année dernière.
À l'issue des battles, chaque coach dispose de neuf candidats. Au sein de leurs équipes respectives, les coachs choisissent un trio de candidats, selon leurs registres vocaux, pour interpréter chacun une chanson de leur choix. À chaque prestation de trio, un des trois candidats est qualifié par son coach pour les lives, les deux autres candidats sont définitivement éliminés à moins qu'un coach choisisse de repêcher (ou « voler ») l'un des deux candidats éliminés. À l'issue de ces deux soirées, chaque équipe sera ainsi constituée de quatre candidats contre six l'an dernier, trois qualifiés grâce à leur victoire et un dernier repêché d'une autre équipe.

### Épisode 11:L'Épreuve ultime(1)
Le onzième épisode a été diffusé le 21 mars 2015 à 20 h 55. Luc Arbogast, candidat de la saison 2 est l'invité de ce prime.
| Ordre | Coach         | Candidat         | Chanson                                                  | Résultat  | Coach ayant repêché le candidat éliminé |
| ----- | ------------- | ---------------- | -------------------------------------------------------- | --------- | --------------------------------------- |
| 1     | Florent Pagny | Maliya Jackson   | Uptown Funk - Bruno Mars et Mark Ronson                  | Éliminée  | —                                       |
| 2     | Florent Pagny | Guillaume Etheve | Quand on arrive en ville - Daniel Balavoine              | Éliminé   | —                                       |
| 3     | Florent Pagny | Awa Sy           | Quand on n'a que l'amour - Jacques Brel                  | Qualifiée | —                                       |
|       | Florent Pagny |                  |                                                          |           |                                         |
| 4     | Florent Pagny | David Thibault   | My Girl - The Temptations                                | Volé      | Mika                                    |
| 5     | Florent Pagny | Azania Noah      | Aimer jusqu'à l'impossible - Tina Arena                  | Éliminée  | —                                       |
| 6     | Florent Pagny | Anne Sila        | A Thousand Miles - Vanessa Carlton                       | Qualifiée | —                                       |
|       | Florent Pagny |                  |                                                          |           |                                         |
| 7     | Florent Pagny | Dalia Chih       | Dis-moi - BB Brunes                                      | Éliminée  | —                                       |
| 8     | Florent Pagny | Elvya Gary       | I Kissed a Girl - Katy Perry                             | Qualifiée | —                                       |
| 9     | Florent Pagny | Trudy Simoneau   | Love Me, Please Love Me - Michel Polnareff               | Éliminée  | —                                       |
|       |               |                  |                                                          |           |                                         |
| 10    | Zazie         | Yoann Launay     | I Put a Spell on You - Screamin' Jay Hawkins             | Qualifié  | —                                       |
| 11    | Zazie         | Alvy Zamé        | Alors on danse - Stromae                                 | Volé      | Jenifer                                 |
| 12    | Zazie         | Neeskens         | La Légende de Jimmy - Diane Tell                         | Éliminé   | —                                       |
|       | Zazie         |                  |                                                          |           |                                         |
| 13    | Zazie         | Nehuda           | Street Life - Randy Crawford                             | Éliminée  | —                                       |
| 14    | Zazie         | Léa Tchéna       | Je suis venu te dire que je m'en vais - Serge Gainsbourg | Éliminée  | —                                       |
| 15    | Zazie         | Lilian Renaud    | Dancing in the Dark - Bruce Springsteen                  | Qualifié  | —                                       |
|       | Zazie         |                  |                                                          |           |                                         |
| 16    | Zazie         | Nög              | Starlight - Muse                                         | Éliminé   | —                                       |
| 17    | Zazie         | Aubin Talbi      | Danser encore - Calogero                                 | Éliminé   | —                                       |
| 18    | Zazie         | Guilhem Valayé   | Everybody's Got to Learn Sometime - The Korgis           | Qualifié  | —                                       |

### Épisode 12:L'Épreuve ultime(2)
Le douzième épisode a été diffusé le 28 mars 2015 à 20 h 55. Amir, finaliste de la saison 3 est l'invité de ce prime. Il est accompagné de Claire Keim afin d'interpréter un duo issu du volume 2 de la compilation Forever Gentlemen.
| Ordre | Coach   | Candidat           | Chanson                                        | Résultat  | Coach ayant repêché le candidat éliminé |
| ----- | ------- | ------------------ | ---------------------------------------------- | --------- | --------------------------------------- |
| 1     | Mika    | Law'               | Tainted Love - Gloria Jones                    | Éliminée  | —                                       |
| 2     | Mika    | Camille Lellouche  | Survivor - Destiny's Child                     | Volée     | Florent Pagny                           |
| 3     | Mika    | Sharon Laloum      | Carmen - Stromae                               | Qualifiée | —                                       |
|       | Mika    |                    |                                                |           |                                         |
| 4     | Mika    | Mariana Tootsie    | Sur un prélude de Bach - Maurane               | Éliminée  | —                                       |
| 5     | Mika    | Hiba Tawaji        | Fighter - Christina Aguilera                   | Qualifiée | —                                       |
| 6     | Mika    | Jacques Rivet      | Le Métèque - Georges Moustaki                  | Éliminé   | —                                       |
|       | Mika    |                    |                                                |           |                                         |
| 7     | Mika    | Madeleine Leaper   | Le Temps des fleurs - Dalida                   | Éliminée  | —                                       |
| 8     | Mika    | Thomas Kahn        | Dusty Men - Saule et Charlie Winston           | Éliminé   | —                                       |
| 9     | Mika    | Yann'Sine Jebli    | Comme toi - Jean-Jacques Goldman               | Qualifié  | —                                       |
|       |         |                    |                                                |           |                                         |
| 10    | Jenifer | Amélie Piovoso     | Black Velvet - Alannah Myles                   | Éliminée  | —                                       |
| 11    | Jenifer | Sweet Jane         | Non, non, rien n'a changé - Les Poppys         | Éliminée  | —                                       |
| 12    | Jenifer | Manon Palmer       | U-Turn - AaRON                                 | Qualifiée | —                                       |
|       | Jenifer |                    |                                                |           |                                         |
| 13    | Jenifer | Côme               | La Bombe humaine - Téléphone                   | Qualifié  | —                                       |
| 14    | Jenifer | Mathilde           | Son of a Preacher Man - Dusty Springfield      | Volée     | Zazie                                   |
| 15    | Jenifer | Max Blues Bird     | Memphis Train - Ryan Shaw                      | Éliminé   | —                                       |
|       | Jenifer |                    |                                                |           |                                         |
| 16    | Jenifer | Battista Acquaviva | Greensleeves - chanson traditionnelle anglaise | Qualifiée | —                                       |
| 17    | Jenifer | Diêm               | Ma Benz - NTM                                  | Éliminée  | —                                       |
| 18    | Jenifer | Johanna Serrano    | Les Feuilles mortes - Yves Montand             | Éliminée  | —                                       |

### Bilan de l'Épreuve ultime
Candidats retenus après l'Épreuve ultime et qui vont participer aux primes en direct (en italique, les candidats repêchés d'une autre équipe) :
| Équipes à l'issue de l'épreuve ultime | Équipes à l'issue de l'épreuve ultime | Équipes à l'issue de l'épreuve ultime | Équipes à l'issue de l'épreuve ultime |
| Florent Pagny                         | Jenifer                               | Mika                                  | Zazie                                 |
| ------------------------------------- | ------------------------------------- | ------------------------------------- | ------------------------------------- |
| Awa Sy                                | Manon Palmer                          | Sharon Laloum                         | Yoann Launay                          |
| Anne Sila                             | Côme                                  | Hiba Tawaji                           | Lilian Renaud                         |
| Elvya Gary                            | Battista Acquaviva                    | Yann'Sine Jebli                       | Guilhem Valayé                        |
| Camille Lellouche (Mika)              | Alvy Zamé (Zazie)                     | David Thibault (Florent Pagny)        | Mathilde (Jenifer)                    |

## Étape 4: lesprimes
Il ne reste plus que 16 candidats en lice : 4 dans chaque équipe. À chaque prime, un ou plusieurs candidats de chaque équipe va quitter l'aventure.
| Légende | Candidat(e) sauvé(e) par le public | Candidat(e) sauvé(e) par son coach | Candidat(e) éliminé(e) |

### Épisode 13:prime1
Le treizième épisode a été diffusé le 4 avril 2015 à 20 h 55. 4 filles sont éliminées. Louane Emera (saison 2) est de nouveau l'invitée de ce prime.
| Ordre | Coach         | Candidat           | Chanson                                     | Résultat             |
| ----- | ------------- | ------------------ | ------------------------------------------- | -------------------- |
| 1     | Mika          | David Thibault     | Wake Me Up! - Avicii                        | Sauvé par le public  |
| 2     | Mika          | Yann'Sine Jebli    | Je vole - reprise de Louane Emera           | Sauvé par son coach  |
| 3     | Mika          | Sharon Laloum      | I Follow Rivers - Lykke Li                  | Éliminée             |
| 4     | Mika          | Hiba Tawaji        | Everytime - Britney Spears                  | Sauvée par le public |
| 5     | Zazie         | Yoann Launay       | Désenchantée - Mylène Farmer                | Sauvé par le public  |
| 6     | Zazie         | Lilian Renaud      | Les Mots bleus - Christophe                 | Sauvé par le public  |
| 7     | Zazie         | Mathilde           | Diamonds - Rihanna                          | Éliminée             |
| 8     | Zazie         | Guilhem Valayé     | Avec le temps - Léo Ferré                   | Sauvé par son coach  |
| 9     | Florent Pagny | Awa Sy             | Bang Bang - reprise de Nancy Sinatra        | Sauvée par le public |
| 10    | Florent Pagny | Elvya Gary         | Girls Just Want to Have Fun - Cyndi Lauper  | Éliminée             |
| 11    | Florent Pagny | Anne Sila          | Empire State of Mind - Jay-Z et Alicia Keys | Sauvée par le public |
| 12    | Florent Pagny | Camille Lellouche  | Tous les mêmes - Stromae                    | Sauvée par son coach |
| 13    | Jenifer       | Côme               | Le Portrait - Calogero                      | Sauvé par son coach  |
| 14    | Jenifer       | Alvy Zamé          | Budapest - George Ezra                      | Sauvé par le public  |
| 15    | Jenifer       | Manon Palmer       | Jacques a dit - Christophe Willem           | Éliminée             |
| 16    | Jenifer       | Battista Acquaviva | A Whiter Shade of Pale - Procol Harum       | Sauvée par le public |

Liste des chansons « hors compétition »
| Ordre | Chanteurs                                                                    | Chanson                                 |
| ----- | ---------------------------------------------------------------------------- | --------------------------------------- |
| 1     | Équipe de Florent Pagny (Awa Sy, Anne Sila, Camille Lellouche et Elvya Gary) | Uptown Funk - Bruno Mars et Mark Ronson |
| 2     | Équipe de Jenifer (Manon Palmer, Côme, Battista Acquaviva, Alvy Zamé)        | Christine - Christine and the Queens    |
| 3     | Équipe de Zazie (Yoann Launay, Lilian Renaud, Guilhem Valayé, Mathilde)      | Avenir - Louane Emera                   |
| 4     | Équipe de Mika (Sharon Laloum, Hiba Tawaji, Yann'Sine Jebli, David Thibault) | Color Gitano - Kendji Girac             |
| 5     | Florent Pagny, Jenifer, Zazie, Mika et les talents restants                  | Paris-Seychelles - Julien Doré          |
| 6     | Mika                                                                         | Talk About You - Mika                   |

### Épisode 14:prime2 (quarts-de-finale)
Le quatorzième épisode a été diffusé le 11 avril 2015 à 20 h 55.
Il ne reste plus que 12 candidats, 3 par équipe. Dans chaque équipe, le public en sauve un, le coach en sauve un, et le dernier candidat est éliminé. Pour ce second prime, les candidats interprètent des chansons choisies par le public. De plus, l'enjeu est double pour les candidats sélectionnés : ils auront un ticket pour la demi-finale mais aussi pour la tournée qui débutera le 29 mai prochain.
Les quatre coachs, Mika, Jenifer, Zazie et Florent Pagny, chantent Need You Tonight du groupe INXS au début de l'émission. Charlie candidat de la saison 3 est l'invité de ce prime en compagnie de la troupe de la comédie musicale de La Légende du roi Arthur dont il a intégré le casting.
| Ordre | Coach         | Candidat           | Chanson                              | Résultat             |
| ----- | ------------- | ------------------ | ------------------------------------ | -------------------- |
| 1     | Florent Pagny | Awa Sy             | Le Blues du businessman - Starmania  | Éliminée             |
| 2     | Florent Pagny | Camille Lellouche  | You Know I'm No Good - Amy Winehouse | Sauvée par son coach |
| 3     | Florent Pagny | Anne Sila          | Si j'étais un homme - Diane Tell     | Sauvée par le public |
| 4     | Jenifer       | Alvy Zamé          | On s'attache - Christophe Maé        | Éliminé              |
| 5     | Jenifer       | Battista Acquaviva | S'il suffisait d'aimer - Céline Dion | Sauvée par son coach |
| 6     | Jenifer       | Côme               | Rodéo - Zazie                        | Sauvé par le public  |
| 7     | Mika          | David Thibault     | Close to Me - The Cure               | Sauvé par son coach  |
| 8     | Mika          | Hiba Tawaji        | Amoureuse - Véronique Sanson         | Sauvée par le public |
| 9     | Mika          | Yann'Sine Jebli    | Impossible - reprise de James Arthur | Éliminé              |
| 10    | Zazie         | Guilhem Valayé     | Clocks - Coldplay                    | Sauvé par son coach  |
| 11    | Zazie         | Yoann Launay       | La Corrida - Francis Cabrel          | Éliminé              |
| 12    | Zazie         | Lilian Renaud      | Angels - Robbie Williams             | Sauvé par le public  |

### Épisode 15:prime3 (demi-finale)
Le quinzième épisode a été diffusé le 18 avril 2015 à 20 h 55.
Il ne reste plus que 8 candidats (2 par équipe). Dans chaque équipe, un candidat est sauvé et le second est éliminé. Le vote du public compte pour 2/3 et la note attribuée par le coach compte donc pour 1/3 du résultat final.
Les quatre coachs chantent Chanson sur ma drôle de vie de Véronique Sanson au début de l'émission. Amalya Delepierre, demi-finaliste de la première saison dans l'équipe de Jenifer, est l'invitée de ce prime.
| Ordre | Coach         | Candidat           | Chanson                                           | Résultat du public /100 | Résultat des coachs /50 | Total /150 | Résultat  |
| ----- | ------------- | ------------------ | ------------------------------------------------- | ----------------------- | ----------------------- | ---------- | --------- |
| 1     | Mika          | David Thibault     | Crazy in Love - Beyoncé                           | 54,3                    | 27                      | 81,3       | Qualifié  |
| 2     | Mika          | Hiba Tawaji        | Pas là - Vianney                                  | 45,7                    | 23                      | 68,7       | Éliminée  |
|       | Mika          | Duo                | Somethin' Stupid - Frank Sinatra et Nancy Sinatra | —                       | —                       | —          | —         |
| 3     | Florent Pagny | Anne Sila          | My Immortal - Evanescence                         | 85,2                    | 26                      | 111,2      | Qualifiée |
| 4     | Florent Pagny | Camille Lellouche  | Double je - Christophe Willem                     | 14,8                    | 24                      | 38,8       | Éliminée  |
|       | Florent Pagny | Duo                | Destin - Céline Dion                              | —                       | —                       | —          | —         |
| 5     | Zazie         | Lilian Renaud      | Yalla - Calogero                                  | 90,2                    | 26                      | 116,2      | Qualifié  |
| 6     | Zazie         | Guilhem Valayé     | Foule sentimentale - Alain Souchon                | 9,8                     | 24                      | 33,8       | Éliminé   |
|       | Zazie         | Duo                | I Still Haven't Found What I'm Looking For - U2   | —                       | —                       | —          | —         |
| 7     | Jenifer       | Côme               | Careless Whisper - George Michael                 | 61                      | 26                      | 87         | Qualifié  |
| 8     | Jenifer       | Battista Acquaviva | Ave Maria - Franz Schubert                        | 39                      | 24                      | 63         | Éliminée  |
|       | Jenifer       | Duo                | Take Me to Church - Hozier                        | —                       | —                       | —          | —         |

### Épisode 16:prime4 (finale)
Le seizième et dernier épisode a été diffusé le 25 avril 2015 à 20 h 55.
Au début de l'émission, les 4 candidats chantent We Are Young, du groupe Fun, accompagnés de leur coach.
Les chanteurs Josh Groban et Julien Doré et les chanteuses Véronique Sanson et Birdy sont les invités de cette finale. D'anciens candidats sont également présents : Kendji Girac, Louane Emera et Maximilien Philippe.
À la fin de l'émission, Kendji Girac chante son dernier titre Conmigo. Louane Emera également invitée, interprète son nouveau single Jour 1. Véronique Sanson, invitée d'honneur chante Toi et moi, une chanson de son dernier album. Julien Doré chante son dernier titre Chou wasabi extrait de son dernier album LØVE. Josh Groban interprète Le Temps des cathédrales, une reprise présente dans son dernier album Stages. Mika coach de cette saison clôt la dernière émission avec Good Guys, extrait de son album No Place in Heaven à paraître en juin 2015.
| Ordre | Coach         | Candidat       | Chanson                                                    | En duo avec      | Résultat du public | Classement final |
| ----- | ------------- | -------------- | ---------------------------------------------------------- | ---------------- | ------------------ | ---------------- |
| 1     | Florent Pagny | Anne Sila      | Chandelier - Sia                                           | /                | 34%                | 2e               |
| 8     | Florent Pagny | Anne Sila      | Paris-Seychelles - Julien Doré                             | Julien Doré      | 34%                | 2e               |
| 12    | Florent Pagny | Anne Sila      | Say Something - A Great Big World feat. Christina Aguilera | Florent Pagny    | 34%                | 2e               |
| 2     | Mika          | David Thibault | Black or White - Michael Jackson                           | /                | 9%                 | 3e               |
| 6     | Mika          | David Thibault | On m'attend là-bas - Véronique Sanson                      | Véronique Sanson | 9%                 | 3e               |
| 9     | Mika          | David Thibault | Your Song - Elton John                                     | Mika             | 9%                 | 3e               |
| 3     | Jenifer       | Côme           | Mon frère - Maxime Le Forestier                            | /                | 5%                 | 4e               |
| 5     | Jenifer       | Côme           | Skinny Love - Birdy                                        | Birdy            | 5%                 | 4e               |
| 11    | Jenifer       | Côme           | Superstition - Stevie Wonder                               | Jenifer          | 5%                 | 4e               |
| 4     | Zazie         | Lilian Renaud  | Hallelujah - Leonard Cohen                                 | /                | 52%                | 1er              |
| 7     | Zazie         | Lilian Renaud  | Over the Rainbow - Judy Garland                            | Josh Groban      | 52%                | 1er              |
| 10    | Zazie         | Lilian Renaud  | Là-bas - Jean-Jacques Goldman feat. Sirima                 | Zazie            | 52%                | 1er              |

## Tableau récapitulatif des éliminations
| Zazie         | Lilian Renaud  | Guilhem Valayé     | Yoann Launay    | Mathilde      | Neeskens Nehuda Léa Tchéna Nög Aubin Talbi                             | Nina Julien Fergessen M'aile Suny Estelle Mazillo Samira Brahmia Tom                                   |
| Florent Pagny | Anne Sila      | Camille Lellouche  | Awa Sy          | Elvya Gary    | Maliya Jackson Guillaume Etheve Azaniah Noah Dalia Chih Trudy Simoneau | Fanny Mendès Léah Bicep Carole-Anne Olympe Assohoto Ketlyn Giuliana Danze Gaëlle Birgin Pompom Pidou   |
| Mika          | David Thibault | Hiba Tawaji        | Yann'Sine Jebli | Sharon Laloum | Law' Mariana Tootsie Jacques Rivet Madeleine Leaper Thomas Kahn        | Quentin Bruno Greg Harrison Andrew Jérémy Charvet Indigo Lorenza                                       |
| Jenifer       | Côme           | Battista Acquaviva | Alvy Zamé       | Manon Palmer  | Amélie Piovoso Sweet Jane Max Blues Bird Diêm Johanna Serrano          | Fabien Cornelius Victoria Adamo Devi Robinne Berry Théo Road Rany Boechat Julie Gonzalez Eugenie O'mey |

Légende
 Vainqueur
 Deuxième
 Troisième

## The Voice, la suite
Magazine diffusé tous les samedis vers 23h20 sur TF1 en seconde partie de soirée après The Voice. Les présentateurs Nikos Aliagas et Karine Ferri, emmènent les téléspectateurs dans les coulisses de l'émission, au travers de reportages et d'interviews exclusives des coaches et des candidats. Parmi les sujets récurrents : le bêtisier de l'émission Voice, pas Voice, Coach & Cie dans lequel on découvre la vie des coaches hors plateau, La Voice loupe, La Guerre des battles, On connait la chanson et La Compil' de Goupil présenté par JB Goupil, le reporter trublion des coulisses de The Voice.
En plateau, les quatre coaches reviennent sur les prestations des candidats dans Le Debrief. Voice Family retrace enfin le parcours artistique d'un ancien candidat ou d'un coach invité à chanter sur la scène de The Voice. Parmi les artistes invités :
- Kendji Girac a interprété Andalouse le 10 janvier ;
- Garou a interprété Let It Snow le 17 janvier ;
- Louane a interprété Avenir le 24 janvier et le 4 avril ;
- Fréro Delavega a interprété Mon petit pays le 31 janvier ;
- Louis Delort et The Sheperds ont interprété Outremanche le 7 février ;
- Sœur Cristina a interprété Somewhere Only We Know le 14 février ;
- Maximilien Philippe a interprété Je suis un homme le 21 février ;
- Florent Pagny a interprété Les Murs porteurs le 28 février ;
- Igit a interprété Je suis libre le 7 mars ;
- Anthony Touma a interprété Sur ma radio le 14 mars ;
- Luc Arbogast a interprété Game of throne (main title) le 21 mars ;
- Amir et Claire Keim ont interprété Que reste-t-il de nos amours? / I Wish U Love le 28 mars ;
- Charlie Boisseau et la troupe de La Légende du roi Arthur ont interprété Quelque chose de magique le 11 avril ;
- Amalya a interprété [Quoi ?] le 18 avril ;

Lors de la finale, le 25 avril 2015, plusieurs artistes sont intervenus : Louane avec Jour 1, Julien Doré avec Chou wasabi, Mika avec Good guys, Véronique Sanson avec Toi et moi et Josh Groban avec Le Temps des cathédrales.

## Audiences

### Primes
| Jour et horaire de diffusion                         | Audience moyenne          | Audience moyenne | Classement des audiences de la soirée | Références |
| Jour et horaire de diffusion                         | Nombre de téléspectateurs | PDM              | Classement des audiences de la soirée | Références |
| ---------------------------------------------------- | ------------------------- | ---------------- | ------------------------------------- | ---------- |
| Samedi 10 janvier 2015 (auditions 1) 20h50 – 23h15   | 8 124 000                 | 34,6 %           | 1er                                   | [ 35 ]     |
| Samedi 17 janvier 2015 (auditions 2) 20h50 – 23h15   | 7 602 000                 | 34,6 %           | 1er                                   | [ 36 ]     |
| Samedi 24 janvier 2015 (auditions 3) 20h50 – 23h15   | 7 426 000                 | 33,0 %           | 1er                                   | [ 37 ]     |
| Samedi 31 janvier 2015 (auditions 4) 20h50 – 23h15   | 7 609 000                 | 34,1 %           | 1er                                   | [ 38 ]     |
| Samedi 7 février 2015 (auditions 5) 20h50 – 23h15    | 7 327 000                 | 32,5 %           | 1er                                   | [ 39 ]     |
| Samedi 14 février 2015 (auditions 6) 20h50 – 23h15   | 6 994 000                 | 32,5 %           | 1er                                   | [ 40 ]     |
| Samedi 21 février 2015 (auditions 7) 20h50 – 23h15   | 7 070 000                 | 32,3 %           | 1er                                   | [ 41 ]     |
| Samedi 28 février 2015 (battle 1) 20h50 – 23h25      | 6 669 000                 | 32,1 %           | 1er                                   | [ 42 ]     |
| Samedi 7 mars 2015 (battle 2) 20h50 – 23h35          | 6 104 000                 | 29,8 %           | 1er                                   | [ 43 ]     |
| Samedi 14 mars 2015 (battle 3) 20h50 – 23h35         | 5 795 000                 | 28,4 %           | 1er                                   | [ 44 ]     |
| Samedi 21 mars 2015 (Épreuve ultime 1) 20h50 – 23h35 | 6 009 000                 | 28,3 %           | 1er                                   | [ 45 ]     |
| Samedi 28 mars 2015 (Épreuve ultime 2) 20h50 – 23h35 | 6 027 000                 | 29,0 %           | 1er                                   | [ 46 ]     |
| Samedi 4 avril 2015 (prime 1) 20h50 – 23h35          | 5 762 000                 | 28,7 %           | 1er                                   | [ 47 ]     |
| Samedi 11 avril 2015 (prime 2) 20h50 – 23h35         | 5 445 000                 | 25,9 %           | 1er                                   | [ 48 ]     |
| Samedi 18 avril 2015 (demi-finale) 20h50 – 23h35     | 5 658 000                 | 26,7 %           | 1er                                   | [ 49 ]     |
| Samedi 25 avril 2015 (finale) 20h50 – 23h35          | 6 141 000                 | 29,8 %           | 1er                                   | [ 50 ]     |

Légende :
- Les plus hauts chiffres d'audience
- Les plus bas chiffres d'audience

| Légende : Saison 4 |

### The Voice, la suite
| Jour et horaire de diffusion         | Audience moyenne          | Audience moyenne | Référence |
| Jour et horaire de diffusion         | Nombre de téléspectateurs | PDM              | Référence |
| ------------------------------------ | ------------------------- | ---------------- | --------- |
| Samedi 10 janvier 2015 23h15 – 00h00 | 3 490 000                 | 33,0 %           | [ 51 ]    |
| Samedi 17 janvier 2015 23h15 – 00h00 | 2 263 000                 | 20,0 %           | [ 52 ]    |
| Samedi 24 janvier 2015 23h15 – 00h00 | 2 530 000                 | 21,7 %           | [ 53 ]    |
| Samedi 31 janvier 2015 23h15 – 00h00 | 2 466 000                 | 21,2 %           | [ 54 ]    |
| Samedi 7 février 2015 23h15 – 00h00  | 2 458 000                 | 21,7 %           |           |
| Samedi 14 février 2015 23h15 – 00h00 | 2 237 000                 | 20,4 %           |           |
| Samedi 21 février 2015 23h15 – 00h00 | 1 920 000                 | 17,8 %           | [ 55 ]    |
| Samedi 28 février 2015 23h25 – 00h10 | 1 819 000                 | 17,5 %           |           |
| Samedi 7 mars 2015 23h35 – 00h20     | 1 512 000                 | 16,2 %           |           |
| Samedi 14 mars 2015 23h35 – 00h20    | 1 392 000                 | 19,6 %           |           |
| Samedi 21 mars 2015 23h35 – 00h20    | 1 450 000                 | 16,0 %           | [ 56 ]    |
| Samedi 28 mars 2015 23h35 – 00h20    | 1 400 000                 | 15,9 %           | [ 57 ]    |
| Samedi 4 avril 2015 23h35 – 00h20    | 2 510 000                 | 24,7 %           | [ 58 ]    |
| Samedi 11 avril 2015 23h35 – 00h20   | 2 292 000                 | 20,5 %           | [ 59 ]    |
| Samedi 18 avril 2015 23:35 – 00:20   | 2 405 000                 | 20,5 %           | [ 60 ]    |
| Samedi 25 avril 2015 23h35 – 00h20   | 2 880 000                 | 28,8 %           |           |

Légende :
- Plus hauts chiffres d'audience
- Plus bas chiffres d'audience